# Ivan Santini
Pour les articles homonymes, voir Santini.
Ivan Santini, né le 21 mai 1989 à Zadar, est un footballeur international croate. Il évolue au poste d'avant-centre au FC Zurich.

## Biographie
Né à Zadar, Ivan Santini est formé par le club de sa ville natale.  

### En club

#### Inter Zaprešić (2006-2007), Red Bull Salzbourg (2007-2008), FC Ingolstadt (2009)
En 2006, à 17 ans, il signe à l'Inter Zaprešić son premier contrat professionnel et fait ses premières apparitions en deuxième division croate. La saison suivante, il part en Autriche, au Red Bull Salzbourg, où il joue en équipe première que quelques minutes lors d'un match en coupe d'Autriche. L'année suivante il tente sa chance au FC Ingolstadt, en deuxième division allemande. Il y joue en équipe réserve puis fait ses débuts en équipe première le 8 mars 2009. 

#### NK Zadar (2009-2013)
À l'été 2009, Santini décide de revenir dans son club formateur. Pendant deux saisons et demie, il brille au NK Zadar, au point d'être nommé en 2011 meilleur joueur du championnat croate.  

##### Prêt au SC Fribourg (2012-2013)
Le 31 janvier 2012, il est prêté pour dix-huit mois au SC Fribourg. Il y fait ses débuts en championnat d'Allemagne mais il marque peu et peine à s'imposer,. 

#### KV Coutrai (2013-2015) & Standard de Liège (2015-2016)
En fin de contrat en juin 2013, il signe au KV Courtrai, en Belgique. Il y fait deux saisons pleines, inscrivant chaque fois 15 buts en championnat. Le 18 juin 2015, Santini est transféré au Standard de Liège pour un montant estimé entre 1,6 et 2 millions d'euros. Il signe un contrat de quatre ans. Ses premiers mois sont difficiles mais il termine très bien sa première saison, marquant notamment un but décisif en finale de la Coupe de Belgique 2016. 

#### SM Caen (2016-2018)
Plutôt désireux de rester à Liège, il est pourtant cédé le 3 août 2016 au Stade Malherbe Caen, club de Ligue 1, qui propose une importante somme au Standard (entre 2 et 2,6 millions d'euros). Il signe un contrat de 3 ans avec le club français. Il s'illustre dès son premier match avec un doublé qui offre la victoire à son nouveau club contre le FC Lorient. Après des débuts un peu difficile, il signe son troisième doublé de la saison lors de la victoire 3-2 contre l'Olympique lyonnais le 15 janvier 2017 et prend la place de 4e meilleur buteur de Ligue 1.

#### RSC Anderlecht (2018-2019)
Après deux saisons à Caen et en ayant refusé une prolongation de contrat des dirigeants normands, Ivan Santini signe au RSC Anderlecht le 3 juillet 2018. Il dispute son premier match le 28 juillet 2018 contre le KV Courtrai (son ancien club de 2013 à 2015). Il inscrit un triplé et offre la victoire au RSC Anderlecht 4-1. Lors du match suivant, Ivan Santini s'offre un nouveau triplé contre KV Ostende. Son association en pointe avec l'international espoir belge Landry Dimata est une vraie sensation. Ils marquent à deux 13 buts en 4 matchs. Le 12 août, Il permet aux mauves de s'imposer 2-1 en trompant le gardien de Charleroi, le congolais Parfait Mandanda.

#### NK Osijek (2021)
Le 13 février 2021, il retourne en Croatie et rejoint le NK Osijek.

#### Al Fateh SC (2021-2022)
L'attaquant croate, ancien joueur du Stade Malherbe de Caen, a rejoint le club saoudien Al-Fateh Sports.

#### FC Zurich (depuis 2022)
Fin juin 2022, il signe un contrat de deux ans avec le Champion de Suisse, le FC Zurich.

## Carrière internationale
Il est convoqué pour la première fois en équipe nationale le 22 mai 2017. Il est titularisé dès sa première sélection le 27 mai 2017 lors d'un match amical face au Mexique.

## Style de jeu
Ivan Santini mesure 1,90 m. Il est puissant et dispose de bonnes qualités techniques. Il se distingue également par un excellent jeu de tête.  

## Statistiques
| Saison                | Club                  | Championnat           | Championnat | Championnat | Coupe(s) nationale(s) | Coupe(s) nationale(s) | Compétition(s) continentale(s) | Compétition(s) continentale(s) | Compétition(s) continentale(s) | Total | Total |
| Saison                | Club                  | Division              | M.          | B.          | M.                    | B.                    | Comp.                          | M.                             | B.                             | M.    | B.    |
| 2008-2009             | FC Ingolstadt 04      | 2.B                   | 6           | 0           | -                     | -                     | -                              | -                              | -                              | 6     | 0     |
| 2009-2010             | NK Zadar              | D1                    | 18          | 6           | -                     | -                     | -                              | -                              | -                              | 18    | 6     |
| 2010-2011             | NK Zadar              | D1                    | 29          | 10          | -                     | -                     | -                              | -                              | -                              | 29    | 10    |
| 2011-jan. 2012        | NK Zadar              | D1                    | 16          | 10          | 1                     | 0                     | -                              | -                              | -                              | 17    | 10    |
| jan.-juin 2012        | SC Fribourg (prêt)    | 1.B                   | 10          | 0           | -                     | -                     | -                              | -                              | -                              | 10    | 0     |
| 2012-2013             | SC Fribourg (prêt)    | 1.B                   | 14          | 1           | 3                     | 1                     | -                              | -                              | -                              | 17    | 2     |
| 2013-2014             | KV Courtrai           | D1                    | 29          | 13          | 10                    | 4                     | -                              | -                              | -                              | 39    | 17    |
| 2014-2015             | KV Courtrai           | D1                    | 33          | 15          | 2                     | 1                     | -                              | -                              | -                              | 35    | 16    |
| 2015-2016             | Standard Liège        | D1                    | 23          | 10          | 9                     | 2                     | C3                             | 4                              | 1                              | 36    | 13    |
| juil.-août 2016       | Standard Liège        | D1                    | 1           | 1           | 1                     | 1                     | -                              | -                              | -                              | 2     | 2     |
| 2016-2017             | SM Caen               | Ligue 1               | 34          | 15          | 2                     | 1                     | -                              | -                              | -                              | 36    | 16    |
| 2017-2018             | SM Caen               | Ligue 1               | 32          | 11          | 5                     | 0                     | -                              | -                              | -                              | 37    | 11    |
| 2018-2019             | RSC Anderlecht        | D1                    | 3           | 7           | -                     | -                     | -                              | -                              | -                              | 3     | 7     |
| Total sur la carrière | Total sur la carrière | Total sur la carrière | 224         | 91          | 28                    | 10                    | -                              | 4                              | 1                              | 256   | 102   |

## Palmarès

### En club
- NK Inter Zaprešić
  - Champion de deuxième division croate en 2007 (en)

- Standard de Liège
  - Vainqueur de la Coupe de Belgique en 2016

- Jiangsu Suning
  - Champion de Chine en 2020

### Distinctions personnelles
- Joueur de l'année du championnat de Croatie en 2011